# Halmahera
Halmahera (hay Jilolo hoặc Gilolo) là đảo lớn nhất trong quần đảo Maluku. Nó là một phần trực thuộc sự quản lý của tỉnh Bắc Maluku thuộc Indonesia.
Halmahera có diện tích 17.780 km² (6.865 dặm vuông) và dân số năm 1995 là 162.728 người. Khoảng một nửa dân số theo Hồi giáo và khoảng một nửa theo Kitô giáo.

## Lịch sử

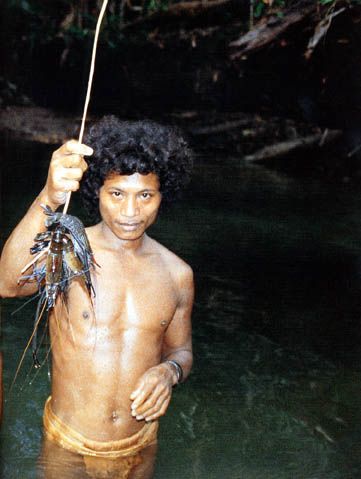
Một người dân bản địa đảo Halmahera.

Số phận của đảo thưa thớt dân cư Halmahera đã từ lâu gắn bó chặt chẽ với các đảo nhỏ hơn gọi là Ternate và Tidore, cả hai đều ở ngoài khơi phía tây đảo này. Các đảo này đều thuộc một vương quốc lớn trong thời kỳ trước khi Công ty Đông Ấn Hà Lan xâm chiếm toàn bộ quần đảo.
Trong Thế chiến hai, Halmahera là khu vực có căn cứ quân sự của Nhật Bản tại vịnh Kao.
Năm 1999 và 2000, Halmahera là nơi diễn ra bạo lực giữa những người theo Hồi giáo và những người theo Kitô giáo, bắt đầu chỉ đơn giản là tranh chấp sắc tộc giữa các cư dân của hai phụ quận Kao (chủ yếu là Kitô giáo) và Malifut (toàn bộ là Hồi giáo) và sau đó đã biến thành tranh chấp có tính chất tôn giáo khi nó loang rộng ra phần lớn khu vực Bắc Moluccas. Hàng ngàn người dân đã chết trong những cuộc giao tranh giữa các lực lượng tôn giáo vũ trang, bao gồm các nhóm như Laskar Jihad và FPI (Mặt trận Phòng vệ Hồi giáo) đã đến đây từ Java với số lượng lớn. Tháng 6 năm 2000, khoảng 500 người đã chết khi một chiếc phà chở những người tị nạn di tản từ Halmahera đã bị chìm ngoài khơi ven rìa đông bắc đảo Sulawesi.
Hiện nay, phần lớn giao thông vận tải thủy tới phần còn lại của Indonesia là thông qua các đầu mối tại thủ phủ tỉnh, trên đảo Ternate; mặc dù Tobelo (thủ phủ quận Bắc Halmahera), thị trấn lớn nhất trên đảo Halmahera, cũng có phà các đầu mối vận tải hàng hóa đường biển trực tiếp tới Surabaya và Manado.
Cụ thể kể từ khi có sự quản lý của bupati (nhiếp chính hay người đứng đầu quận) đầu tiên do dân bầu, Tobelo đã phát triển nhanh và đang ngấp nghé thay thế vai trò của Ternate. Tobelo cũng có ưu thế về tiềm năng mở rộng, do nó được bao quanh là những vùng đất bằng phẳng. Ternate bị hạn chế do kích thước của nó, chỉ là một đảo nhỏ có thể lái xe đi vòng quanh trong vòng 45 phút. Bên cạnh đó, chính quyền tỉnh cũng có kế hoạch di chuyển thủ phủ về Sofifi, một làng nhỏ trên bờ biển thuộc đảo Halmahera, đối diện với đảo Tidore.
Tỉnh Bắc Maluku bao gồm 8 quận, trong đó 6 là một phần của đảo Halmahera. Chúng là: Bắc Halmahera, Tây Halmahera, Đông Halmahera, Trung Halmahera, Nam Hamahera, đô thị tự trị Ternate, thành phố và quần đảo Tidore và quần đảo Sula. Chỉ có đô thị tự trị Ternate và quần đảo Sula là không có phần nào thuộc Halmahera.

## Địa chất
Dukono là núi lửa còn hoạt động tại rìa phía bắc đảo này.

## Khai thác mỏ

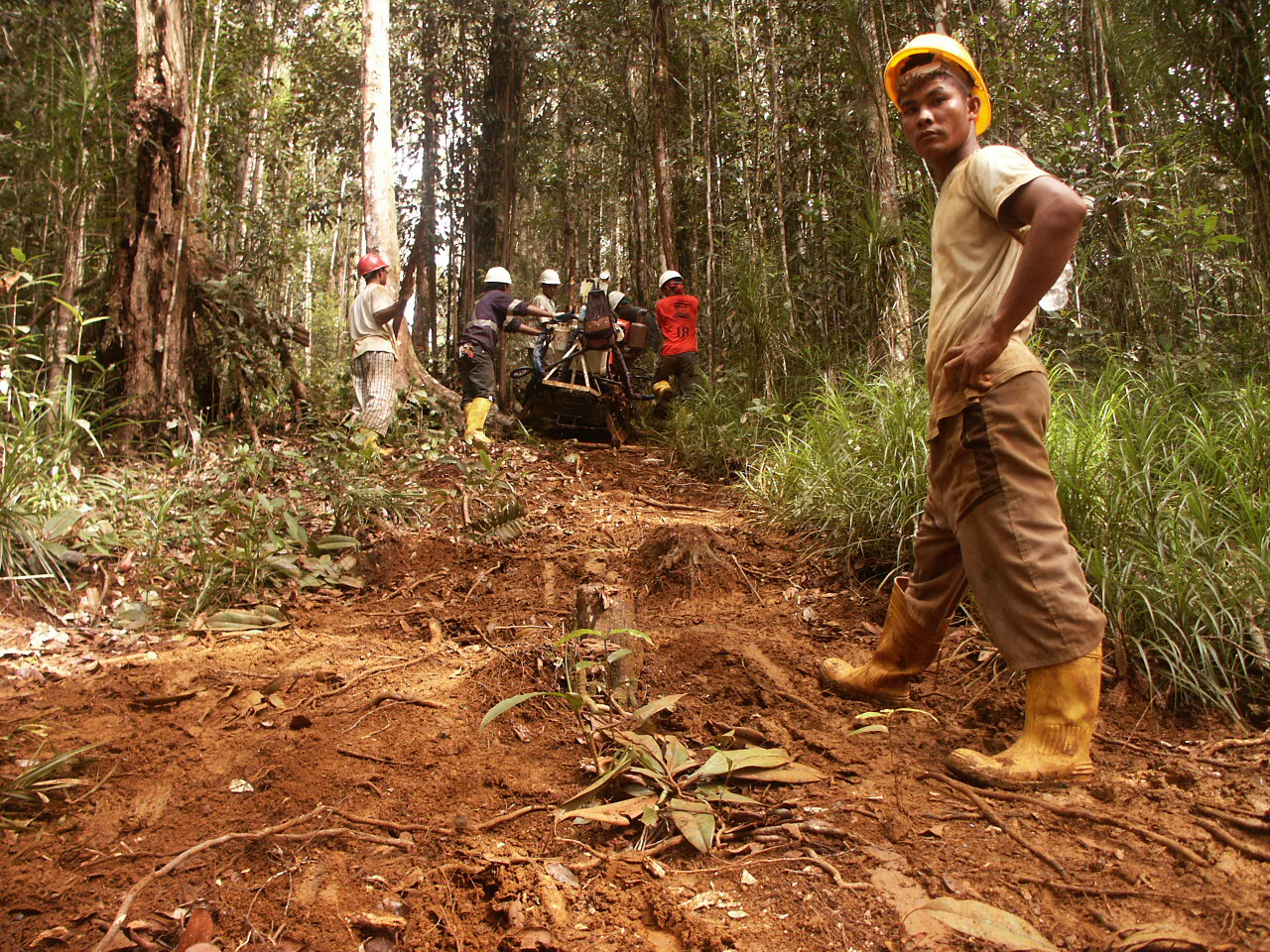
Một đoàn người đi tìm khoáng sản.

Halmahera là nơi có một số dự án khai thác mỏ. Tập đoàn Newcrest Mining của Australia là chủ sở hữu chính của hai mỏ vàng trên đảo. Mỏ Gosowong là mỏ khai thác theo kiểu lộ thiên và quy trình xyanua, hoạt động từ tháng 6 năm 1999 tới tháng 5 năm 2002 nhưng hiện nay đã đóng cửa. Mỏ Toguraci bắt đầu hoạt động từ tháng 2 năm 2004. Mỏ này là nguyên nhân gây mâu thuẫn giữa cư dân địa phương và công ty khai thác mỏ. Mỏ này nằm trong khu vực rừng mà theo cư dân địa phương thì được bảo vệ theo luật pháp Indonesia. Tháng 1 năm 2004, tổng thống khi đó là bà Megawati đã ký một sắc lệnh sửa đổi trong luật Lâm nghiệp, mà theo Newcrest Mining, thì nó đảm bảo rằng hoạt động của tập đoàn này nằm trong phạm vi luật cho phép.

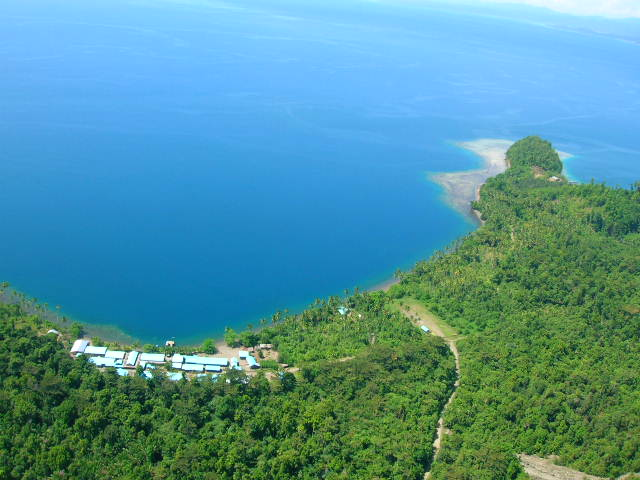
Khu vực lều trại khai thác niken của Weda Bay Minerals tại mũi Tanjung Ulie trên đảo Halmahera.

Năm 2003 và 2004, đã có những vụ phản đối tại khu vực Toguraci của cư dân địa phương nhằm đóng cửa hoạt động khai thác mỏ của Newcrest. Cho tới cuối năm 2003, an ninh tại khu vực mỏ do quân đội Indonesia đảm nhận, nhưng do Newcrest Mining thuê mướn. Tháng 10 năm 2003, họ được thay thế bằng lực lượng cảnh sát Brigade Mobil, một lực lượng bán quân sự. Lực lượng này đã làm một người bị chết vài người khác bị thương trong vụ phản đối tháng 1 năm 2004. Các vụ phản đối và chiếm đóng khu vực mỏ cũng đã xảy ra trong tháng 5 và 6 năm 2004.
Tập đoàn Weda Bay Minerals tham gia vào phát triển mỏ niken và coban trên đảo. Đây là tập đoàn đơn mục đích, chỉ tập trung vào phát triển mỏ này, là công ty liên doanh giữa hai công ty khai thác mỏ của Australia, có niêm yết trên sàn chứng khoán Toronto ở Canada. Dự án này vẫn đang trong giai đoạn thăm dò; tập đoàn này ước tính việc khai thác sẽ kéo dài ít nhất 25 năm kể từ khi mở cửa.